# زعفران ذهبي
زعفران ذهبي  أو زعفران الثلج هو نوع من النباتات المزهرة من جنس الزعفران في الفصيلة السوسنية. موطنها البلقان وتركيا. تحمل أزهارًا زاهية برتقالية صفراء على شكل وعاء. لها جعثن وزهرة أصغر من زعفران الربيع وذلك مع أنها تنتج زهورًا لكل بصيلة أكثر منها. اسمها الشائع زعفران الثلج، مشتق من فترة ازدهارها المبكرة حيث تتفتح قبل حوالي أسبوعين من الزعفران العملاق، وغالبًا ما تظهر خلال الثلوج في أواخر الشتاء أو أوائل الربيع. الأوراق ضيقة مع شريط مركزي فضي. تعلو من ٧ إلى ١٠ سم.

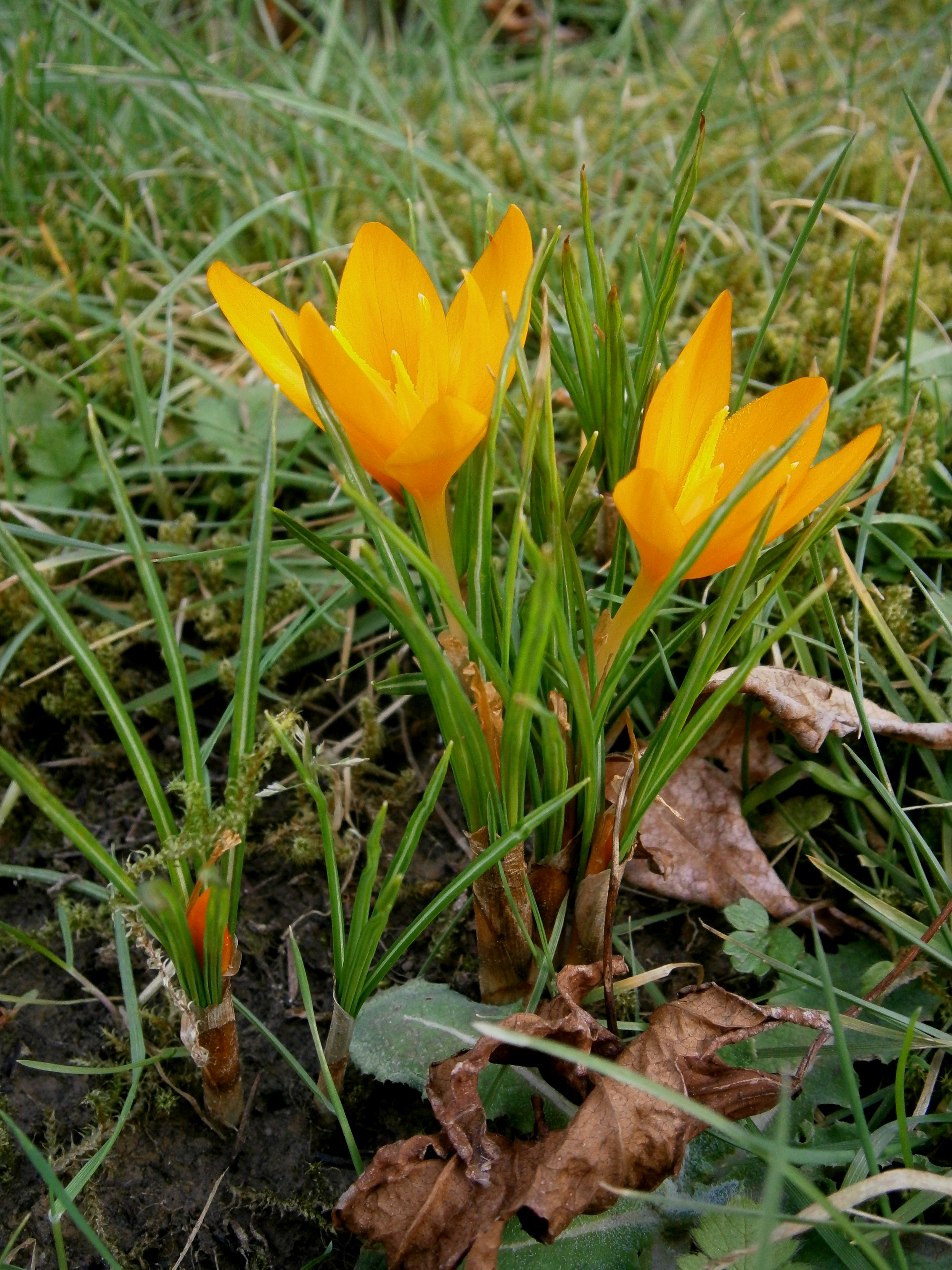
نبتة الزعفران الذهبي.